# Nicolae Ottescu
Nicolae Ottescu (n. 1 mai 1885, Galați – d. 11 februarie 1950, București) a fost un prozator și dramaturg român, ministru al Afacerilor Interne între 28 septembrie 1939 și 23 noiembrie 1939. A fost fratele compozitorului Ion Nonna Otescu.

## Operă
- Coppelia. Fantezie în versuri în patru acte (1928)
- Zece nuvele (1940)
- Nunta de aur (1941)
- Hotel Rex (1942)
- Homer (1943)

## Legături externe
- Nicolae Ottescu

1. 1 2 3 4 5  Dicționarul biografic al literaturii române[*] Verificați valoarea |titlelink= (ajutor)